# Aeroporto Internacional de Dalian Zhoushuizi
O Aeroporto Internacional de Dalian Zhoushuizi é um aeroporto no Distrito de Ganjingzi, Dalian, China. O aeroporto é listado como base militar, mas também é aberto ao público e operado pela  Dalian Zhoushuizi International Airport Company, Ltd.
Em 7 de maio de 2002, o voo 6136 da China Northern estava em rota de Beijing a Dalian quando sofreu um acidente em uma baía próxima a Dalian, matando todos os passageiros.
Em 2009, o Aeroporto teve um fluxo de 9.550.365 passageiros , e se tornou o aeroporto mais movimentado do Nordeste da Cina e o 16º do país.

## Linhas Aéreas e Destinos
| Companhias              | Destinos |  |
| ----------------------- | --- |  |
| Air China               | Beijing-Capital, Chengdu, Fukuoka, Hangzhou, Hiroshima, Hong Kong, Munich, Osaka-Kansai, Sendai, Seoul-Incheon, Tianjin, Tokyo-Narita |  |
| All Nippon Airways      | Osaka-Kansai, Tokyo-Narita |  |
| Asiana Airlines         | Seoul-Incheon |  |
| China Eastern Airlines  | Beijing-Capital, Hangzhou, Mudanjiang, Nanjing, Ningbo, Okayama, Qingdao, Shanghai-Pudong, Shijiazhuang, Taiyuan, Xi'an, Yantai |  |
| China Express Airlines  | Handan |  |
| China Southern Airlines | Beijing-Capital, Changchun, Changsha, Changzhou, Chongqing, Fukuoka, Guangzhou, Hangzhou, Harbin, Hefei, Hiroshima, Hohhot, Jinan, Lianyungang, Nagoya-Centrair, Nanjing, Ningbo, Osaka-Kansai, Qingdao, Sapporo-Chitose, Seoul-Incheon, Shanghai-Pudong, Shenyang, Shenzhen, Shijazhuang, Taipei-Taoyuan, Taiyuan, Tianjin, Tokyo-Narita, Toyama, Wenzhou, Xi'an, Xuzhou, Yanji, Yantai, Zhengzhou |  |
| China West Air          | Qingdao |  |
| Grand China Air         | Beijing-Capital |  |
| Grand China Express     | Baotou, Chifeng, Jinan, Ordos, Qingdao, Taiyuan, Tianjin, Tongliao, Weihai, Yantai |  |
| Hainan Airlines         | Hailar, Harbin, Nanjing, Ningbo, Shenzhen, Taipei-Taoyuan, Taiyuan, Tianjin, Xi'an, Xiamen |  |
| Japan Airlines          | Tokyo-Narita |  |
| Juneyao Airlines        | Shanghai-Pudong |  |
| Korean Air              | Seoul-Incheon |  |
| Okay Airlines           | Jinzhou, Tianjin, Yantai |  |
| SAT Airlines            | Yuzhno-Sakhalinsk |  |
| Shandong Airlines       | Changchun, Jinan, Qingdao, Yantai |  |
| Shanghai Airlines       | Shanghai-Pudong |  |
| Shenzhen Airlines       | Changchun, Shenzhen, Wuxi, Zhengzhou |  |
| Sichuan Airlines        | Hangzhou, Jinan, Xuzhou |  |
| Spring Airlines         | Shanghai-Pudong |  |
| Transasia Airways       | Kaohsiung |  |
| Uni Air                 | Taipei-Taoyuan |  |
| United Eagle Airlines   | Hangzhou, Shijiazhuang |  |
| Xiamen Airlines         | Hangzhou, Nanjing, Ningbo, Qingdao |  |
| Air Koryo               | Pyongyang |  |